# Acomys louisae
Acomys louisae (Акоміс Льюіса) — вид родини Мишеві (Muridae).

## Поширення
Країни поширення: Джибуті, Ефіопія, Кенія, Сомалі. Мешкає не вище 500 м над рівнем моря. Його природним середовищем проживання є сухі савани, субтропічні або тропічні сухі рівнини і скелясті ділянки.

## Опис
Комахоїдний вид. Характеристика зубів значно відрізняється від решти видів.